# ТАТА Кутија
ТАТА Кутија је секвенца која кодира за неопходан протеин који је битан у формирању машинерије за иницијацију којом управља ензим РНК Полимераза II. Међутим, ензим РНК полимераза II не може самостално да препозна ТАТА Кутију, већ су потребни транскрипциони фактори који помажу при томе. 
Транскрипциони фактори који препознају ТАТА Кутију су ТФIIБ, ТФIIД, ТФIIФ, ТФIIЕ и ТФIIХ. Према номенклатури, транскрипциони фактори се обележавају са ТФ, што стоји за транскрипциони фактор, II за РНК полимеразу II, док су Б, Д, Ф, Е и Х индивидуални фактори.
TATA Кутија се налази на молекулу ДНК између -31 и -25.